# Mulungu (ort)
Mulungu är en ort i Brasilien.   Den ligger i kommunen Mulungu och delstaten Paraíba, i den östra delen av landet, 1 700 km nordost om huvudstaden Brasília. Mulungu ligger 89 meter över havet och antalet invånare är 4 181.
Terrängen runt Mulungu är huvudsakligen platt. Mulungu ligger nere i en dal. Närmaste större samhälle är Mari, 16,2 km öster om Mulungu.
Omgivningarna runt Mulungu är huvudsakligen savann. Runt Mulungu är det ganska glesbefolkat, med 42 invånare per kvadratkilometer.